# دومنیکو ویلیونه بورگزه
دومنیکو ویلیونه بورگزه (ایتالیایی: Domenico Viglione Borghese؛ ۱۳ ژوئیه ۱۸۷۷ – ۲۶ اکتبر ۱۹۵۷) یک هنرپیشه و خواننده اپرای باریتون اهل ایتالیا بود.